# Bohuš Bodacz
Bohuš Bodacz (Pozsony, 1955. március 1. – 2020. május 18.) szlovák író, irodalomkritikus és publicista.

## Életpályája
1973-tól, a középiskolát követően egy évig különféle szakmákban tevékenykedett (számítógépes operátor, éjszakai sofőr). Rengeteget utazott (Közép-Ázsia, Oroszország, Lengyelország, Csehország, Magyarország, Ausztria, Németország, a volt Jugoszlávia országai, Franciaország, Románia, Bulgária, Olaszország, Görögország, Egyiptom, Monaco, Vatikán – néhány országban többször is). 1974 és 1978 között a Comenius Egyetem Bölcsészettudományi Karán etnológiát tanult. Tanulmányai alatt szlovák néprajzi cikkeket publikált, számos etnográfiai kutatásban vett részt.
A diploma megszerzése után 1978-tól 1986-ig az Obzor Kiadó hivatásos szerkesztője, 1986-tól 1991-ig az Osvetová práca folyóirat szerkesztője és főszerkesztője. 1991 és 1999 között a Literárny týždenník folyóirat szerkesztője és főszerkesztője, 1999 és 2000 között a Slovo magazin szerkesztője. 2000-től 2012-ig a pozsonyi Iura Kiadó szerkesztője. Különböző folyóiratokban jelentek meg az írásai (Literárny týždenník, Nové knihy, Knižná revue, Romboid, Slovenské pohľady, Smena, Práca). A beszámolói az amerikai, lengyel és jugoszláv irodalomra összpontosítottak, a kortárs szlovák irodalomban elsősorban a prózaművekre koncentrált.

## Művei
- Skapal tu pes (1996) Volt egy kutya
- Skryté galérie (1998) Rejtett galériák
- Premeny ohňa, dvojportréty súčasných prozaikov (spoluautor B. Šikula) (1999) A tűz átalakulásai, kortárs regényírók, kettős portrék (társszerző: B. Šikula)
- Pokoj noci (2000) Az éjszaka szobája
- Strážca tajomstva v krajine bláznov (2001) A titok őre a bolondok földjén
- Polnočná žena (2004) Éjféli nő
- Nuda v krematóriu (2010) Unalom a krematóriumban
- Veľká smrť (2016)[2] Nagy halál

## Díjai, elismerései
- Szlovák Néztek díj esszéért (2017)
- Szlovák távlati díj az irodalomkritikáért (2017)
- Szlovák perspektíva prózáért (2010)
- Szlovák perspektívák díja prózáért (2003)
- Szlovák perspektívák díja esszéért (2001)
- Szlovák távlati díj az irodalmi kritikáért (1999)
- A Szlovák Irodalmi Alap díja az év kreatív újságírásért (1998)
- A Szlovák Írók Szövetsége irodalomkritikai díja a kétkötetes monográfiáért, a generációs portrékért (1998)
- A Szlovák Köztársaság Kulturális Minisztériumának 1. díja a fiatal prózaírók nemzeti újságírói versenyén (1996)

## Fordítás
- Ez a szócikk részben vagy egészben  a   Bohuš Bodacz című szlovák Wikipédia-szócikk ezen változatának fordításán alapul.  Az eredeti cikk szerkesztőit annak laptörténete sorolja fel. Ez a jelzés csupán a megfogalmazás eredetét és a szerzői jogokat jelzi, nem szolgál a cikkben szereplő információk forrásmegjelöléseként.